# Camillo Benso di Cavour

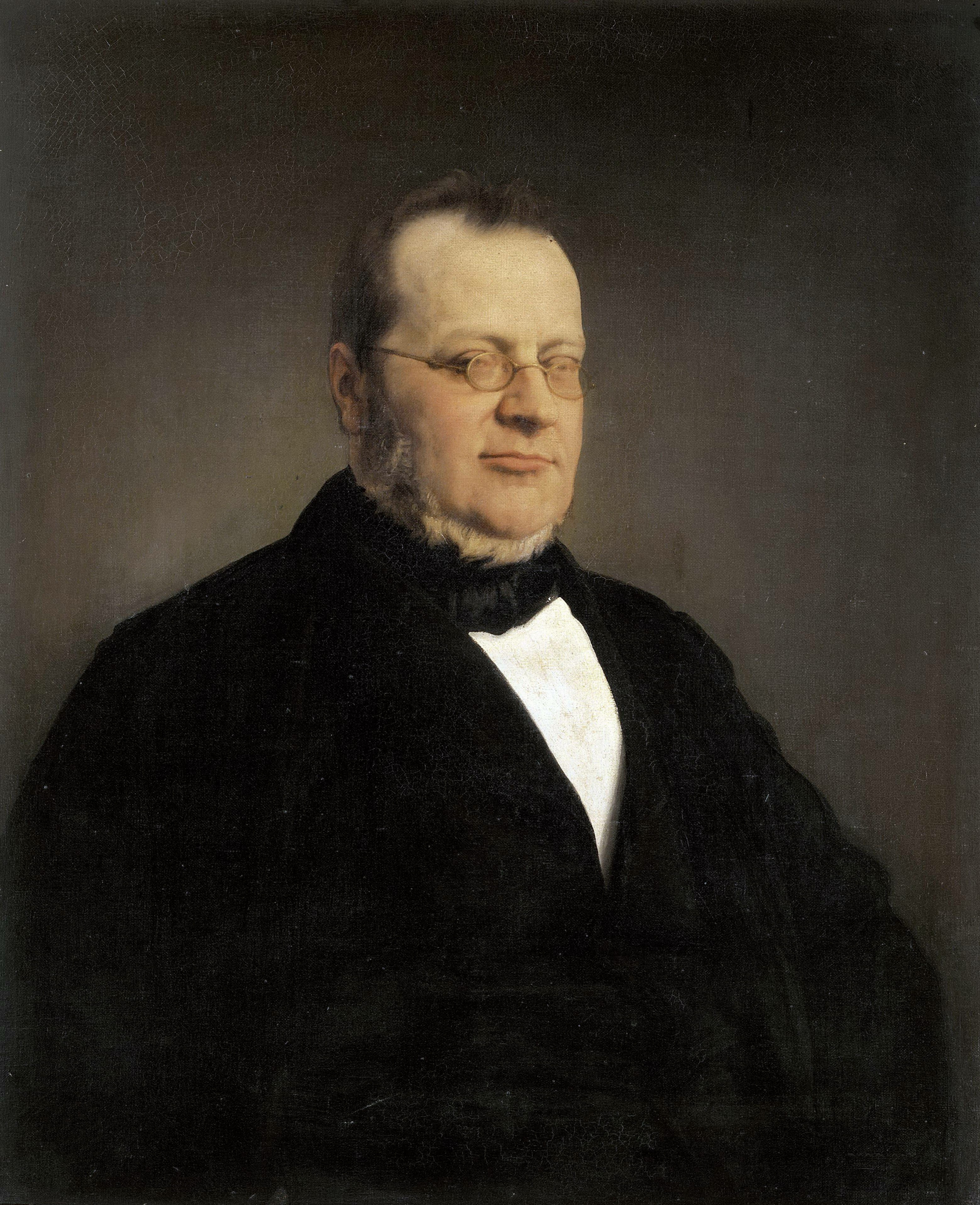
Camillo Benso di Cavour door Francesco Hayez.

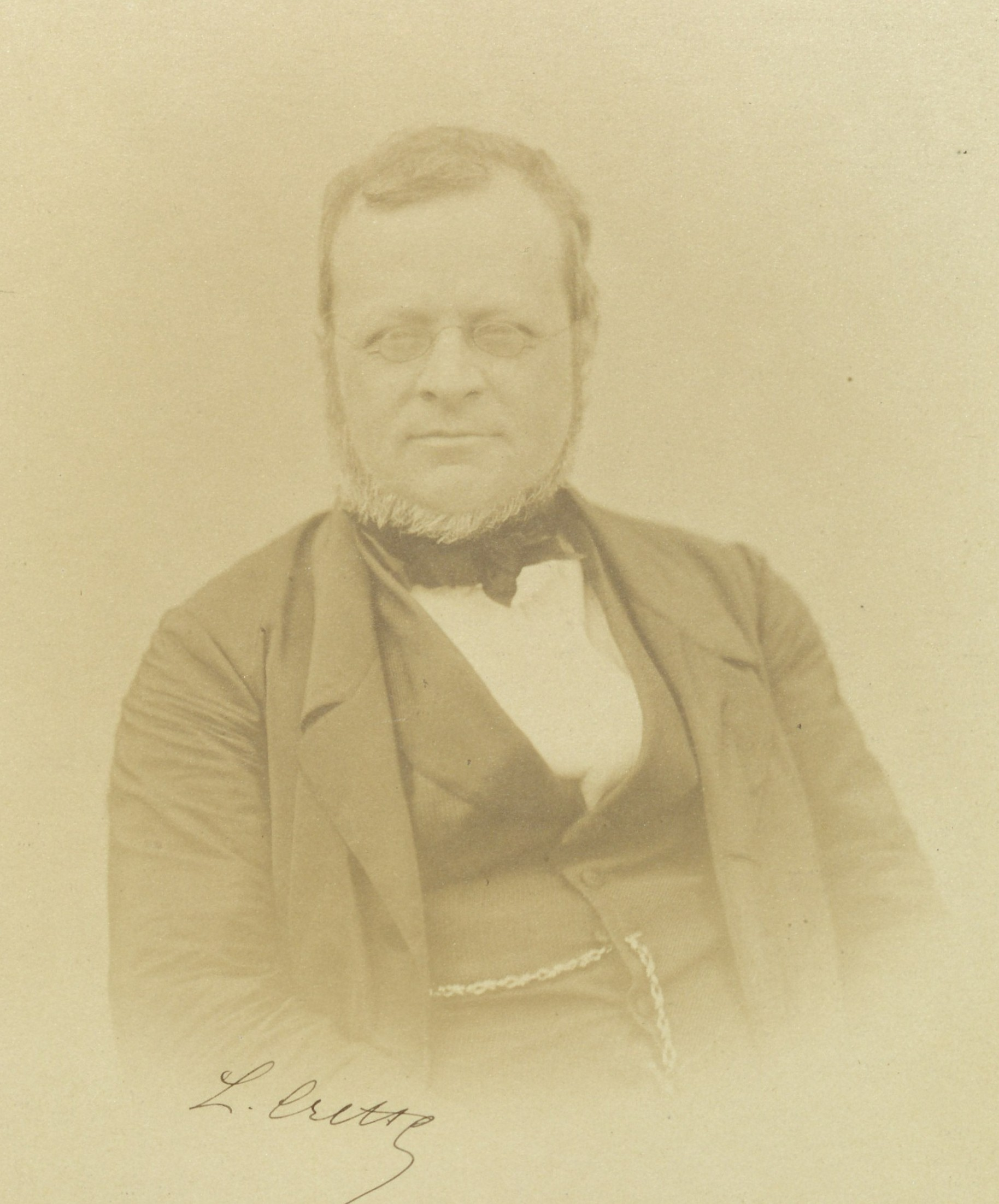
Camillo Benso di Cavour, 1858

Graaf Camillo Benso di Cavour (Turijn, 10 augustus 1810 – aldaar 6 juni 1861) was een Italiaans staatsman. Hij speelde een belangrijke rol in de Italiaanse eenmaking, was de architect van de Italiaanse grondwet en werd de eerste premier van het eengemaakte Italië.

## Jeugd en studies
Hij werd geboren in Turijn, de stad die toen nog deel uitmaakte van het Franse keizerrijk onder Napoleon I en vanaf 1814 behoorde aan het koninkrijk Piëmont-Sardinië. Zijn vader Michele Benso di Cavour was een francofiele edelman uit Piëmont en zijn moeder Adèle de Sellon stamde uit een calvinistische familie uit Genève.
Cavour bracht zijn jeugd door in het Paleis Cavour in Turijn en zijn moedertaal was het Frans, de taal die toen in de private adellijke kringen gesproken werd. Hij volgde een opleiding aan de Koninklijke Militaire Academie, waarna hij opperluitenant werd in het leger van Piëmont-Sardinië. Wegens zijn nogal radicaal-liberale gedachten werd hij onder druk gezet om het leger te verlaten, wat hij in 1831 dan ook deed. Na zijn militaire dienst reisde hij door Europa, waar hij politiek en landbouw studeerde.
Cavours studies van de regeringen en zijn belevenis van de gevolgen van de Julirevolutie van 1830 in Frankrijk versterkten zijn liberale gedachtegoed. De in Frankrijk ingestelde constitutionele monarchie onder koning Lodewijk Filips I overtuigde Benso di Cavour van de efficiëntie van deze staatsvorm. Vanaf die periode begon Cavour ook de Italiaanse eenmaking na te streven. Zijn studie van de landbouw wekte zijn interesse in de industrialisering en de infrastructuur in het algemeen. Dit zou later zijn politieke en technologische modernisering van Italië beïnvloeden.

## Het begin van zijn politieke loopbaan
Toen in 1846 de liberale paus Pius IX aan de macht kwam, zag Cavour de mogelijkheid om zijn ideeën voor hervormingen kenbaar te maken. In 1847 richtte hij de krant "Il Risorgimento" op, die het liberalisme, constitutionalisme en de Italiaanse eenheid ondersteunden. Als uitgever van deze krant kon hij al snel zijn macht in de Piëmont-Sardinische politiek opbouwen.
In 1848 heersten er heel wat gewelddadige revoluties in Europa. De opstand in het Koninkrijk der Beide Siciliën kwetste ook de macht van koning Karel Albert van Sardinië. Onder invloed van "Il Risorgimento" en de onenigheid in zijn rijk, werd Karel Albert onder druk gezet om op 8 februari 1848 in Piëmont-Sardinië een vrijheidscharter in te stellen. Cavour was hiermee erg tevreden en vroeg aan Karel Albert om aan Oostenrijk de oorlog te verklaren (veel gebieden in Noord- en Midden-Italië maakten immers deel uit van het Oostenrijkse keizerrijk). Toen er op 19 maart 1848 een opstand uitbrak in Milaan tegen de Oostenrijkse heerschappij, zag Karel Albert zijn kans en verklaarde hij de oorlog aan Oostenrijk (die later de Eerste Italiaanse Onafhankelijkheidsoorlog genoemd werd). De Piëmont-Sardinische troepen werden op 23 maart 1849 echter definitief verslagen door de oude Oostenrijkse veldmaarschalk Josef Radetzky von Radetz. Karel Albert deed vervolgens troonsafstand, waarna zijn liberale en doorzettende zoon Victor Emanuel II koning van Piëmont-Sardinië werd.
Desondanks bleef het liberalisme en het nationalisme de Italiaanse politiek beheersen, nadat Cavour in juli 1848 verkozen werd in de Sardinische Kamer van Afgevaardigden. Onder koning Victor Emanuel II begon zijn politieke loopbaan te bloeien en in 1850 werd hij minister van Landbouw en Handel en in 1851 minister van Financiën.
Na het mislukken van de Eerste Italiaanse Revolutie veranderde Cavour zijn liberale gedachten ten gunste van een vorm van Realpolitik. Hij begon vanaf nu te denken dat Italië niet door revoluties verenigd kon worden, maar door een sterke en berekende heerschappij. Tijdens zijn ministerschappen probeerde hij Piëmont-Sardinië te versterken door het leger, het gerecht, het financiële systeem en de bureaucratie te reorganiseren. Zijn belangrijkste doel was de ontwikkeling van de industrie en daarom liet hij fabrieken en spoorweglijnen bouwen. Hierdoor werd Piëmont-Sardinië in die tijd een van de modernste staten van Europa.

## De weg naar de Italiaanse eenheid
In november 1852 werd Cavour premier van Piëmont-Sardinië en kon in deze functie de macht van zijn land in de buitenlandse politiek beginnen uitvergroten. In 1854, bij het uitbreken van de Krimoorlog, had hij deze mogelijkheid en in januari 1855 sloot Piëmont-Sardinië zich bij deze oorlog aan. Het land koos de zijde van Frankrijk en het Verenigd Koninkrijk in de oorlog en in ruil hiervoor moesten de twee landen beloven om in de toekomst de eenmaking van Italië internationaal te bespreken. Bij de Vrede van Parijs in 1856, die de Krimoorlog beëindigde, had Cavour de mogelijkheid om de bezetting van Noord-Italië door het neutraal gebleven Oostenrijk aan te klagen.
In 1852 kwam in Frankrijk keizer Napoleon III aan de macht, eveneens een belangrijk iemand bij de eenmaking van Italië. Hij stond niet vijandig tegenover de plannen van Cavour en de twee ontmoetten elkaar in juli 1858 in Plombières-les-Bains om de Italiaanse toekomst te bespreken. Bij deze ontmoeting stemde Napoleon III toe om Sardinië te beschermen indien Oostenrijk het land zou aanvallen. Vervolgens begon hij onmiddellijk Oostenrijk te provoceren om zo een oorlog te bekomen en in april 1859 verklaarde Oostenrijk inderdaad Sardinië de oorlog, de zogenaamde Tweede Italiaanse Onafhankelijkheidsoorlog. Frankrijk en Sardinië wonnen de oorlog en bij de vrede van Villafranca mocht Oostenrijk Venetië en alle gebieden veroverd door Sardinië - op Lombardije na - behouden. Lombardije bleef in Sardinische handen.
Cavour was woedend op Napoleon III omdat Piëmont-Sardinië enkel Lombardije mocht houden, maar begin 1860 stemden de bevolking van Toscane, Modena, Parma en Emilia-Romagna via referenda voor de aansluiting bij Sardinië, hoewel dit soms met een kleine meerderheid was. Napoleon III erkende deze aansluitingen, op voorwaarde dat Frankrijk het hertogdom Savoye en het graafschap Nizza kreeg.
Kort daarop leidde de Italiaanse vrijheidsstrijder Giuseppe Garibaldi in mei 1860 zijn bekende leger met duizend in het rood geklede avonturiers, de zogenaamde Roodhemden, naar Sicilië in het Koninkrijk der Beide Siciliën, terwijl Victor Emanuel II met zijn troepen doorheen de provincie Umbrië van de Kerkelijke Staat trok. Nadat de steden Gaeta en Civitella del Tronto in handen vielen van Piëmont-Sardinië, stemden in 1861 de Napels-Siciliaanse staatsburgers en de staatsburgers van de Kerkelijke Staat in 1861 in een referendum voor aansluiting bij Piëmont-Sardinië, dat op 17 maart 1861 uitgeroepen werd tot het Koninkrijk Italië. Buiten Venetië en Rome was Italië nu volledig eengemaakt, waarmee Cavours territoriale droom uitkwam.
Cavour werd uitgeroepen tot premier van Italië, maar hij bleef nog geen twee maanden in functie, doordat hij op 6 juni 1861 onverwacht overleed aan een beroerte. In 1866 werd Venetië na de Duitse Oorlog, waarbij Italië samen met Pruisen Oostenrijk versloeg, toegevoegd aan het Koninkrijk Italië. Nadat de Franse troepen zich uit Rome hadden teruggetrokken, werd de stad op 20 september 1870 aan Italië toegevoegd. Hierna werd Rome de hoofdstad van Italië. Italië was nu volledig verenigd, waarmee de doelen van Cavour bereikt waren.